# هبة الروحة
هبة الروحة (أو أحداث الروحة) كانت سلسلة احتجاجات قام بها أهالي وادي عارة في أعقاب إصدار أمر عسكري إسرائيلي بإغلاق أراضي منطقة الروحة ومصادرتها بحجة تحويلها إلى منطقة عسكرية لتدريبات الجيش الإسرائيلي بتاريخ 19 أيار1998م. هذه الأراضي تقدر بآلاف الدونمات التي كانت بملكية أهالي وادي عارة. في البداية أقام الأهالي خيمة اعتصام في أراضي الروحة بتاريخ 4 أيلول 1998م كاحتجاج على إصدار امر الاغلاق والمصادرة، فهاجمت قوات الأمن الإسرائيلية خيمة الاعتصام واعتدت على الأهالي وقامت بهدم الخيمة بتاريخ 27 أيلول مما أدى إلى نشوب هبة جماهيرية كبيرة لأهالي وادي عارة تضمنت مظاهرات شعبية واسعة واغلاق لشارع وادي عارة (شارع 65) لمدة ثلاث أيام متتالية قوبلت بالعنف والاعتداء على المتظاهرين من قبل قوات الأمن والشرطة الإسرائيلية حيث أصيب حوالي 600 شخص واعتقل العشرات من الأهالي المتظاهرين. على اثر هذه الهبة الجماهيرية أجبرت السلطات الإسرائيلية على التراجع عن قرارها لاحقا وموافقتها على بدء مفاوضات مع لجنة الروحة.

## احداث
في صبيحة يوم الاثنين 28 أيلول 1998م أي بعد يوم واحد من هدم خيمة الاعتصام، أعلن الاضراب العام في منطقة وادي عارة ثم تبعه اضراب عام في كل بلدان الداخل الفلسطيني وفي قسم من مدن الضفة وغزة. كما نظمت مظاهرات ومسيرات اسناد وتضامن في العديد من مدن الداخل الفلسطيني.
شملت الاحتجاجات مسيرات داخل مدن وادي عارة خاصة في ام الفحم مما أدى بقوات الشرطة الإسرائيلية إلى الدخول للمدينة والاعتداء على الأهالي بما فيه الدخول إلى المدرسة الشاملة في ام الفحم واطلاق القنابل والرصاص المطاطي باتجاه الطلاب والمعلمين لتسيل دماؤهم في أروقة وغرف المدرسة (مصدر- كتاب ام الفحم واللجون).
بعد مرور ثلاث أيام على سلسلة الاحتجاجات عقد اتفاق تهدئة بين السلطات الإسرائيلية والأهالي نص على الغاء الأمر العسكري تماما وإعادة الأراضي لأهلها واطلاق سراح المعتقلين والانسحاب الفوري من ام الفحم. استمرت المواجهات ليوم إضافي لاصرار شبان وشابات ام الفحم على عدم بقاء أي عسكري على أراضي ام الفحم.

## النتائج
الغي قرار المصادرة لاحقا بشكل نهائي ورسمي، إلى ان السلطات الإسرائيلية حاولت بعد سنين الاستيلاء على أراضي الروحة عن طريق تمرير مسار خط الضغط العالي للكهرباء من أراضي الأهالي في منطقة الروحة. أعقب هذه المحاولات تشكيل أهالي وادي عارة لجنة شعبية للدفاع عن أراضي الروحة التي نجحت بإزاحة 80% من مسار خط الضغط العالي بعد نضال استمر 7 سنوات.